# Ramuloppia ramiseta
Ramuloppia ramiseta är en kvalsterart som först beskrevs av Balogh 1959.  Ramuloppia ramiseta ingår i släktet Ramuloppia och familjen Oppiidae.

## Underarter
Arten delas in i följande underarter:
- R. r. ramiseta
- R. r. atypica